# Спейди, Кларенс
Кларенс Спейди (англ. Clarence Spady; 1 июля 1961, Патерсон, Нью-Джерси, США) — американский блюзовый гитарист, вокалист и автор песен. Номинант Blues Music Awards в номинациях «Лучший дебют» (1997), «Альбом соул-блюза» (2009).

## Биография
Кларенс Спейди родился в Патерсоне, штат Нью-Джерси. Его отец и дядя были блюзовыми гитаристами, так что Кларенс взял в руки гитару в пятилетнем возрасте. Позже семья переехала в Скрантон, штат Пенсильвания, где Спейди познакомился с рок-музыкой и продолжил обучаться гитаре самостоятельно, не получив никакого формального образования.
После окончания университета Кларенс Спейди работал с Грегом Вудсом в его студии в Энглвуде, штат Нью-Джерси, являясь штатным гитаристом в студии. В начале 1980-х Спейди гастролировал с Touch of Class в течение двух лет, а затем присоединился к группе певца из Пенсильвании Грега Палмера на шесть лет. В начале 1990-х Спейди играл в фанк-группах Мичигана в течение двух лет, прежде чем вернуться домой в Скрантон.
Спейди не нашел возможности сформировать R&B группу в Скрантоне, поэтому собрал чисто блюзовую группу West Third Street Blues Band. Вскоре группа начала писать и записывать свои собственные песни, что привело к выпуску альбома Nature of the Beast в 1996 году на лейбле Evidence Music. После выхода альбома Спейди был включен в список 40 лучших блюзовых исполнителей моложе 40 лет по версии журналаLiving Blues и был номинирован на премию WC Handy Awards как лучший дебютант. Следующий альбом музыканта Just Between Us вышел лишь в 2008 году  на Severn Records и снова альбом был хорошо принят и был номинирован на премию Blues Music Award в 2009 году как претендент на звание лучшего альбома соул-блюза.
В 2021 году Спейди выпустил альбом Surrender, Джим Хайнс из Elmore Magazine прокомментировал, что «Спейди нашёл свою зону комфорта на пересечении блюза и соула»

## Дискография
| Название | Год | Лейбл |
| -------- | --- | ----- |

| Nature of the Beast | 1996 | Evidence Music |
| Just Between Us     | 2008 | Severn Records |
| Surrender           | 2021 | Nola Blue      |